# Congreso General Ngäbe-Buglé
El Congreso General Ngäbe-Buglé es el espacio de participación social y democracia ciudadana de los pueblos originarios de la hoy comarca indígena Ngäbe-Buglé, en Panamá. 

## Historia
Ha servido durante más de 50 años para el encuentro, el debate crítico y la reafirmación de la autodeterminación de los derechos colectivos y sociales de los pueblos "Ngäbe-Buglé" en Panamá y es reconocido por el Estado panameño mediante la Ley 10 del 7 de marzo de 1997.

## Congreso General
Surgió por  iniciativa del los líderes ngäbe, que vieron la necesidad de construir espacios de análisis y propuestas comunes, para defender sus territorios haciendo frente a los latifundios y proyectos estatales. En la etapa inicial de este proceso  participaron activamente los caciques Camilo Ortega, Mónico Cruz, y Lorenzo Rodríguez, entre otros.

### - Antecedentes
Los Congresos Generales Ngäbe-Buglé, desde su creación se convocan en las tres regiones comarcales (región Ño Kribo, región Nedrini y región Kodriri) como un espacio para la alternabilidad y continuidad democrática. Se convoca por derecho propio indígena, ya que los Congresos son entidades propiamente de los pueblos indígena de Panamá. Desde el surgimiento del Congreso General Ngäbe-Buglé hasta 2011 se han efectuado XI congresos generales de manera tradicional, ya que esta es la única entidad organizativa del pueblo Ngäbe y Buglé.
- Actualidad
El XI Congreso se llevó a cabo en Pueblo Nuevo, Región Ño Kribo y en él fue elegido como presidente el ingeniero Celio Guerra.
- Indigenismo
Las comarcas indígenas de Panamá son cinco: "Kuna Yala", "Emberá-Wounaan", "Kuna de Madungandí", "Ngäbe-Buglé" y "Kuna de Wargand"í; las cuales ocupan alrededor del 22.7% del territorio nacional (áreas boscosas, protegidas y refugios de la biodiversidad). El Gobierno Nacional ha implementado políticas públicas tendientes a coadyuvar para  mejorar las condiciones de vida personal, familiar y comunitaria de los pueblos indígenas

## Actualidad
El XI Congreso se llevó a cabo en Pueblo Nuevo, Región Ño Kribo y en él fue elegido como presidente el ingeniero Celio Guerra.